# Élite (sèrie de televisió)
|  | «Élite» redirigeix aquí. Si cerqueu el grup social, vegeu «Elit». |

Élite (estilitzat com a E L I T Ǝ) és una sèrie web espanyola que es va estrenar el 5 d'octubre de 2018 a través de la plataforma Netflix. La sèrie ha estat produïda per Zeta Produccions per Netflix i va ser creada per Carlos Montero i Darío Madrona. Actualment, s'han emès set temporades de 8 capítols cadascuna, amb una durada aproximada de 45 minuts per episodi.

## Resum
La sèrie segueix la vida de tres joves que han rebut una beca per estudiar a Las Encinas, un institut prestigiós d'Espanya, després de l'ensorrament que va patir el seu anterior institut. L'arribada de Samuel, Nadia i Christian no serà gens fàcil, ja que els estudiants que es troben en aquest institut no els faran la vida senzilla. Però entre la humiliació i l'assetjament escolar passa l'assassinat d'un dels adolescents, i només quedarà per descobrir qui va ser l'assassí.

## Repartiment
| María Pedraza          | Marina Nunier             | Principal |           |           |           |           |           |           |           |  |  |  |  |  |  |  |  |
| Itzan Escamilla        | Samuel García             | Principal | Principal | Principal | Principal | Principal |           |           |           |  |  |  |  |  |  |  |  |
| Miguel Bernardeau      | Guzmán Nunier             | Principal | Principal | Principal | Principal |           |           |           |           |  |  |  |  |  |  |  |  |
| Miguel Herrán          | Christian Varela          | Principal |           |           |           |           |           |           |           |  |  |  |  |  |  |  |  |
| Jaime Lorente          | Nano García               | Principal | Principal |           |           |           |           |           |           |  |  |  |  |  |  |  |  |
| Álvaro Rico            | Polo Benavent             | Principal | Principal | Principal |           |           |           |           |           |  |  |  |  |  |  |  |  |
| Arón Piper             | Ander Muñoz               | Principal | Principal | Principal | Principal |           |           |           |           |  |  |  |  |  |  |  |  |
| Mina El Hammani        | Nadia Shanaa              | Principal | Principal | Principal | Principal |           |           |           | Principal |  |  |  |  |  |  |  |  |
| Ester Expósito         | Carla Rosón               | Principal | Principal | Principal |           |           |           |           |           |  |  |  |  |  |  |  |  |
| Omar Ayuso             | Omar Shanaa               | Principal | Principal | Principal | Principal | Principal |           | Principal |           |  |  |  |  |  |  |  |  |
| Danna Paola            | Lucrecia Montesinos       | Principal | Principal | Principal |           |           |           |           |           |  |  |  |  |  |  |  |  |
| Jorge López            | Valerio Montesinos        |           | Principal | Principal |           |           |           |           |           |  |  |  |  |  |  |  |  |
| Claudia Salas          | Rebeka Parrilla           |           | Principal | Principal | Principal | Principal |           |           |           |  |  |  |  |  |  |  |  |
| Georgina Amorós        | Cayetana Grajera          |           | Principal | Principal | Principal | Principal |           |           |           |  |  |  |  |  |  |  |  |
| Leïti Sène             | Malick Diallo             |           |           | Principal |           |           |           |           |           |  |  |  |  |  |  |  |  |
| Sergio Momo            | Yeray Engonga             |           |           | Principal |           |           |           |           |           |  |  |  |  |  |  |  |  |
| Carla Díaz             | Ariadna Blanco            |           |           |           | Principal | Principal | Principal |           |           |  |  |  |  |  |  |  |  |
| Martina Cariddi        | Mencía Blanco             |           |           |           | Principal | Principal | Principal |           |           |  |  |  |  |  |  |  |  |
| Manu Ríos              | Patrick Blanco            |           |           |           | Principal | Principal | Principal |           |           |  |  |  |  |  |  |  |  |
| Pol Granch             | Phillipe Florian          |           |           |           | Principal | Principal |           |           |           |  |  |  |  |  |  |  |  |
| Andrés Velencoso       | Armando de la Ossa        |           |           |           | Principal | Principal |           |           |           |  |  |  |  |  |  |  |  |
| Diego Martín           | Benjamín Blanco           |           |           |           | Principal | Principal | Principal |           |           |  |  |  |  |  |  |  |  |
| Valentina Zenere       | Isadora Artiñán           |           |           |           |           | Principal | Principal | Principal |           |  |  |  |  |  |  |  |  |
| André Lamoglia         | Iván Cruz                 |           |           |           |           | Principal | Principal | Principal |           |  |  |  |  |  |  |  |  |
| Carloto Cotta          | Cruz Carvalho             |           |           |           |           | Principal | Principal | Principal |           |  |  |  |  |  |  |  |  |
| Adam Nourou            | Bilal                     |           |           |           |           | Principal | Principal |           |           |  |  |  |  |  |  |  |  |
| Carmen Arrufat         | Sara                      |           |           |           |           |           | Principal | Principal |           |  |  |  |  |  |  |  |  |
| Alex Pastrana          | Raúl                      |           |           |           |           |           | Principal | Principal |           |  |  |  |  |  |  |  |  |
| Álvaro de Juana        | Dídac Ramos               |           |           |           |           |           | Principal | Principal |           |  |  |  |  |  |  |  |  |
| Ander Puig             | Nicolás Fernández         |           |           |           |           |           | Principal | Principal |           |  |  |  |  |  |  |  |  |
| Guillermo Campra       | Hugo Múler                |           |           |           |           | Convidat  | Principal |           |           |  |  |  |  |  |  |  |  |
| Ignacio Carrascal      | Javier                    |           |           |           |           | Convidat  | Principal |           |           |  |  |  |  |  |  |  |  |
| Marc Bonnin            | Álex Díaz                 |           |           |           |           | Convidat  | Principal |           |           |  |  |  |  |  |  |  |  |
| Ana Bokesa             | Rocío Owono               |           |           |           |           |           | Principal | Principal |           |  |  |  |  |  |  |  |  |
| Nadia Al Saidi         | Sonia                     |           |           |           |           |           | Recurrent | Principal |           |  |  |  |  |  |  |  |  |
| Fernando Líndez        | Joel                      |           |           |           |           |           |           | Principal |           |  |  |  |  |  |  |  |  |
| Mirela Balic           | Chloe Silva               |           |           |           |           |           |           | Principal |           |  |  |  |  |  |  |  |  |
| Gleb Abrosimov         | Eric de Velasco           |           |           |           |           |           |           | Principal |           |  |  |  |  |  |  |  |  |
| Alejandro Albarracín   | Luis Marín                |           |           |           |           |           |           | Principal |           |  |  |  |  |  |  |  |  |
| Iván Mendes            | Dalmar                    |           |           |           |           |           |           | Principal |           |  |  |  |  |  |  |  |  |
| Maribel Verdú          | Carmen Silva              |           |           |           |           |           |           | Principal | Principal |  |  |  |  |  |  |  |  |
| Anitta                 | Jessica                   |           |           |           |           |           |           | Principal |           |  |  |  |  |  |  |  |  |
| Khosi Ngema            | Fikile Bhele              |           |           |           |           |           |           | Principal |           |  |  |  |  |  |  |  |  |
| Leonardo Sbaraglia     | Martín Artiñan            |           |           |           |           |           |           | Principal |           |  |  |  |  |  |  |  |  |
| Ane Rot                | Emilia                    |           |           |           |           |           |           |           | Principal |  |  |  |  |  |  |  |  |
| Nuno Gallego           | Héctor                    |           |           |           |           |           |           |           | Principal |  |  |  |  |  |  |  |  |
| Recurrents i convidats |                           |           |           |           |           |           |           |           |           |  |  |  |  |  |  |  |  |
| Elisabet Gelabert      | Azucena de Muñoz          | Recurrent | Recurrent | Recurrent | Recurrent |           |           |           |           |  |  |  |  |  |  |  |  |
| Ainhoa Santamaría      | Inspectora                | Recurrent | Recurrent | Recurrent |           |           |           |           |           |  |  |  |  |  |  |  |  |
| Irene Arcos            | Pilar Domínguez           | Recurrent | Recurrent | Convidada |           |           |           |           |           |  |  |  |  |  |  |  |  |
| Ramón Esquinas         | Ventura Nunier            | Recurrent | Recurrent | Recurrent |           |           |           |           |           |  |  |  |  |  |  |  |  |
| Jorge Suquet           | Professor Martín          | Recurrent |           |           |           |           |           |           |           |  |  |  |  |  |  |  |  |
| Abdelatif Hwidar       | Yusef Shanaa              | Recurrent | Recurrent | Recurrent |           |           |           | Convidat  |           |  |  |  |  |  |  |  |  |
| Rocío Muñoz-Cobo       | Laura Osuna               | Recurrent | Recurrent | Recurrent |           |           |           |           |           |  |  |  |  |  |  |  |  |
| Farah Hamed            | Imán Shanaa               | Recurrent | Recurrent | Recurrent |           |           |           | Convidat  |           |  |  |  |  |  |  |  |  |
| Alfredo Villa          | Antonio Muñoz             | Recurrent | Convidat  |           |           |           |           |           |           |  |  |  |  |  |  |  |  |
| Lola Marceli           | Beatriz Caleruega         | Recurrent | Recurrent | Recurrent |           |           |           |           |           |  |  |  |  |  |  |  |  |
| Rubén Martínez         | Teo Rosón                 | Recurrent | Recurrent | Recurrent |           |           |           |           |           |  |  |  |  |  |  |  |  |
| Liz Lobato             | Andrea Villada            | Recurrent | Convidada | Recurrent |           |           |           |           |           |  |  |  |  |  |  |  |  |
| Yaiza Guimaré          | Begoña Benavent           | Convidada | Recurrent | Recurrent |           |           |           |           |           |  |  |  |  |  |  |  |  |
| Alberto Vargas         | Pablo Ruiz                | Convidat  |           |           |           |           |           |           |           |  |  |  |  |  |  |  |  |
| Eva Llorach            | Sandra López              |           | Recurrent | Recurrent | Recurrent |           |           |           |           |  |  |  |  |  |  |  |  |
| Marta Aledo            | Victoria Pando            |           | Recurrent |           |           |           |           |           |           |  |  |  |  |  |  |  |  |
| Bruno Lastra           | Felipe Montesinos         |           | Convidat  | Convidat  |           |           |           |           |           |  |  |  |  |  |  |  |  |
| Jorge Clemente         | Alexis Fernández          |           |           | Recurrent |           |           |           |           |           |  |  |  |  |  |  |  |  |
| Kevin McHale           | Bill McKinley             |           |           | Convidat  |           |           |           |           |           |  |  |  |  |  |  |  |  |
| Boré Buika             | Sebastián Abaga           |           |           |           | Recurrent | Recurrent |           |           |           |  |  |  |  |  |  |  |  |
| Rachel Lascar          | Estefanía                 |           |           |           | Recurrent | Convidada |           |           |           |  |  |  |  |  |  |  |  |
| Ambar Lucid            | Ella mateixa              |           |           |           | Convidada |           |           |           |           |  |  |  |  |  |  |  |  |
| Iria del Río           | Greta                     |           |           |           |           | Recurrent |           |           |           |  |  |  |  |  |  |  |  |
| Isabel Garrido         | Jess                      |           |           |           |           | Recurrent |           |           |           |  |  |  |  |  |  |  |  |
| Àlex Monner            | Felipe Ciprian            |           |           |           |           | Recurrent |           |           |           |  |  |  |  |  |  |  |  |
| Louvia Bachelier       | Elodie                    |           |           |           |           | Convidada |           |           |           |  |  |  |  |  |  |  |  |
| Godeliv Van der Brandt | Virginia                  |           |           |           |           |           | Recurrent | Recurrent |           |  |  |  |  |  |  |  |  |
| Olaya Caldera          | María de Velascos Viveros |           |           |           |           |           | Recurrent | Recurrent |           |  |  |  |  |  |  |  |  |
| Pepe Ocio              | Alfonso Fernández         |           |           |           |           |           | Recurrent | Recurrent |           |  |  |  |  |  |  |  |  |
| Luz Cipriota           | Roberta Goldstein         |           |           |           |           |           | Recurrent | Recurrent |           |  |  |  |  |  |  |  |  |
| Raúl Mérida            | Pau Ramos                 |           |           |           |           |           | Recurrent | Recurrent |           |  |  |  |  |  |  |  |  |
| María Ordóñez          | Luena                     |           |           |           |           |           |           | Recurrent |           |  |  |  |  |  |  |  |  |
| Alfons Nieto           | José Luis                 |           |           |           |           |           |           | Convidat  |           |  |  |  |  |  |  |  |  |
| Bernabé Fernández      | Mateo                     |           |           |           |           |           |           | Convidat  |           |  |  |  |  |  |  |  |  |
| Astrid Jones           | Catalina Durán            |           |           |           |           |           |           | Recurrent |           |  |  |  |  |  |  |  |  |

## Episodis
| Temporada | Temporada | Episodis | Data d'estrena original |
| --------- | --------- | -------- | ----------------------- |
|           | 1         | 8        | 5 d'octubre de 2018     |
|           | 2         | 8        | 6 de setembre de 2019   |
|           | 3         | 8        | 13 de març de 2020      |
|           | 4         | 8        | 18 de juny de 2021      |
|           | 5         | 8        | 8 d'abril de 2022       |
|           | 6         | 8        | 18 de novembre de 2022  |
|           | 7         | 8        | 20 d'octubre de 2023    |
|           | 8         | 8        | 2024                    |

### Primera temporada
| Núm. total | Núm. de la temporada | Títol                  | Direcció         | Guió                           | Data d'estrena original |
| ---------- | -------------------- | ---------------------- | ---------------- | ------------------------------ | ----------------------- |
| 1          | 1                    | «Bienvenidos»          | Ramón Salazar    | Carlos Montero i Darío Madrona | 5 d'octubre de 2018     |
| 2          | 2                    | «Deseo»                | Dani de la Orden | Carlos Montero                 | 5 d'octubre de 2018     |
| 3          | 3                    | «Sábado noche»         | Ramón Salazar    | Darío Madrona                  | 5 d'octubre de 2018     |
| 4          | 4                    | «El amor es una droga» | Ramón Salazar    | Darío Madrona                  | 5 d'octubre de 2018     |
| 5          | 5                    | «Todos mienten»        | Dani de la Orden | Carlos Montero                 | 5 d'octubre de 2018     |
| 6          | 6                    | «Todo va a salir bien» | Dani de la Orden | Darío Madrona                  | 5 d'octubre de 2018     |
| 7          | 7                    | «Todo estalla»         | Ramón Salazar    | Carlos Montero                 | 5 d'octubre de 2018     |
| 8          | 8                    | «Assilah»              | Ramón Salazar    | Carlos Montero i Darío Madrona | 5 d'octubre de 2018     |

### Segona temporada
El 17 d'octubre de 2018, es va confirmar que la sèrie havia estat renovada per a una segona temporada que consta de 8 episodios.
| Núm. total | Núm. de la temporada | Títol                   | Direcció         | Guió           | Data d'estrena original |
| ---------- | -------------------- | ----------------------- | ---------------- | -------------- | ----------------------- |
| 9          | 1                    | «20 horas desaparecido» | Ramón Salazar    | Darío Madrona  | 6 de setembre de 2019   |
| 10         | 2                    | «34 horas desaparecido» | Ramón Salazar    | Carlos Montero | 6 de setembre de 2019   |
| 11         | 3                    | «36 horas desaparecido» | Ramón Salazar    | Breixo Corral  | 6 de setembre de 2019   |
| 12         | 4                    | «59 horas desaparecido» | Sílvia Quer      | Abril Zamora   | 6 de setembre de 2019   |
| 13         | 5                    | «63 horas desaparecido» | Sílvia Quer      | Jaime Vaca     | 6 de setembre de 2019   |
| 14         | 6                    | «66 horas desaparecido» | Sílvia Quer      | Carlos C. Tomé | 6 de setembre de 2019   |
| 15         | 7                    | «84 horas desaparecido» | Dani de la Orden | Abril Zamora   | 6 de setembre de 2019   |
| 16         | 8                    | «0 horas desaparecido»  | Dani de la Orden | Breixo Corral  | 6 de setembre de 2019   |

### Tercera temporada
El 29 d'agost de 2019, es va anunciar que la sèrie va ser renovada per a una tercera temporada que va ser estrenada el 13 de març de 2020.
| Núm. total | Núm. de la temporada | Títol                | Direcció          | Guió                          | Data d'estrena original |
| ---------- | -------------------- | -------------------- | ----------------- | ----------------------------- | ----------------------- |
| 17         | 1                    | «Carla»              | Jorge Torregrossa | Darío Madrona                 | 13 de març de 2020      |
| 18         | 2                    | «Samuel y Guzmán»    | Jorge Torregrossa | Jaime Vaca                    | 13 de març de 2020      |
| 19         | 3                    | «Cayetana y Valerio» | Dani de la Orden  | Almudena Ocaña                | 13 de març de 2020      |
| 20         | 4                    | «Lu»                 | Dani de la Orden  | Carlos C. Tomé                | 13 de març de 2020      |
| 21         | 5                    | «Ander»              | Jorge Torregrossa | Almudena Ocaña                | 13 de març de 2020      |
| 22         | 6                    | «Rebeca»             | Jorge Torregrossa | Carlos C. Tomé & Andrés Seara | 13 de març de 2020      |
| 23         | 7                    | «Nadia y Omar»       | Dani de la Orden  | Jaime Vaca                    | 13 de març de 2020      |
| 24         | 8                    | «Polo»               | Dani de la Orden  | Darío Madrona                 | 13 de març de 2020      |

### Quarta temporada
El gener de 2020 es va confirmar la renovació de la sèrie per a una quarta i cinquena temporada. El 22 de maig de 2020 va anunciar el desenvolupament de la quarta temporada de la sèrie.
| Núm. total | Núm. de la temporada | Títol                                            | Direcció                | Guió                        | Data d'estrena original |
| ---------- | -------------------- | ------------------------------------------------ | ----------------------- | --------------------------- | ----------------------- |
| 25         | 1                    | «El nuevo orden»                                 | Eduardo Chapero-Jackson | Jaime Vaca                  | 18 de juny de 2021      |
| 26         | 2                    | «5 segundos»                                     | Eduardo Chapero-Jackson | Esther Morales i Jaime Vaca | 18 de juny de 2021      |
| 27         | 3                    | «Cuando bailan las mentiras con las tentaciones» | Ginesta Guindal         | David Lorenzo i Jaime Vaca  | 18 de juny de 2021      |
| 28         | 4                    | «Soy una...»                                     | Ginesta Guindal         | Almudena Ocaña              | 18 de juny de 2021      |
| 29         | 5                    | «La reinserción»                                 | Eduardo Chapero-Jackson | Almudena Ocaña              | 18 de juny de 2021      |
| 30         | 6                    | «Te quiero mal»                                  | Eduardo Chapero-Jackson | David Lorenzo               | 18 de juny de 2021      |
| 31         | 7                    | «Antes de irme (1ª part)»                        | Ginesta Guindal         | Esther Morales i Jaime Vaca | 18 de juny de 2021      |
| 32         | 8                    | «Antes de irme (2ª part)»                        | Ginesta Guindal         | Jaime Vaca                  | 18 de juny de 2021      |

### Cinquena temporada
| Núm. total | Núm. de la temporada | Títol                        | Direcció                | Guió                                       | Data d'estrena original |
| ---------- | -------------------- | ---------------------------- | ----------------------- | ------------------------------------------ | ----------------------- |
| 33         | 1                    | «Yo lo maté»                 | Dani de la Orden        | Jaime Vaca                                 | 8 d'abril de 2022       |
| 34         | 2                    | «Todo vale»                  | Dani de la Orden        | David Lorenzo                              | 8 d'abril de 2022       |
| 35         | 3                    | «Átame»                      | Lino Escalera           | Jessica Pires i Lluís Mosquera             | 8 d'abril de 2022       |
| 36         | 4                    | «El cuerpo»                  | Lino Escalera           | Jaime Vaca                                 | 8 d'abril de 2022       |
| 37         | 5                    | «Por favor, di la verdad»    | Ginesta Guindal         | Almudena Ocaña i Jaime Vaca                | 8 d'abril de 2022       |
| 38         | 6                    | «No puedes comprar mi amor»  | Ginesta Guindal         | David Lorenzo i Jaime Vaca                 | 8 d'abril de 2022       |
| 39         | 7                    | «Tóxicos»                    | Eduardo Chapero-Jackson | Jessica Pires, Lluís Mosquera i Jaime Vaca | 8 d'abril de 2022       |
| 40         | 8                    | «Tu lado del mundo y el mío» | Eduardo Chapero-Jackson | Jessica Pires i Jaime Vaca                 | 8 d'abril de 2022       |

### Sisena temporada
| Núm. total | Núm. de la temporada | Títol        | Direcció      | Guió                                        | Data d'estrena original |
| ---------- | -------------------- | ------------ | ------------- | ------------------------------------------- | ----------------------- |
| 41         | 1                    | «Ansiedad»   | Lino Escalera | Jaime Vaca                                  | 18 de novembre de 2022  |
| 42         | 2                    | «Selfis»     | Lino Escalera | Jaime Vaca                                  | 18 de novembre de 2022  |
| 43         | 3                    | «Desnudos»   | Kike Maíllo   | Lluís Mosquera, Carlos Montero i Jaime Vaca | 18 de novembre de 2022  |
| 44         | 4                    | «Guerra»     | Kike Maíllo   | Jessica Pires                               | 18 de novembre de 2022  |
| 45         | 5                    | «Duelo»      | Elena Trapé   | Jessica Pires                               | 18 de novembre de 2022  |
| 46         | 6                    | «Tina»       | Elena Trapé   | Alberto Manzano                             | 18 de novembre de 2022  |
| 47         | 7                    | «Máscaras»   | Lino Escalera | Lluís Mosquera i Jaime Vaca                 | 18 de novembre de 2022  |
| 48         | 8                    | «Separación» | Lino Escalera | Jaime Vaca                                  | 18 de novembre de 2022  |

### Setena temporada
| Núm. total | Núm. de la temporada | Títol                                | Direcció      | Guió                                        | Data d'estrena original |
| ---------- | -------------------- | ------------------------------------ | ------------- | ------------------------------------------- | ----------------------- |
| 49         | 1                    | «Las Encinas»                        | Lino Escalera | Jaime Vaca                                  | 20 d'octubre de 2023    |
| 50         | 2                    | «Protocolo»                          | Lino Escalera | Alberto Manzano Ruiz                        | 20 d'octubre de 2023    |
| 51         | 3                    | «Bling-Bling»                        | Menna Fité    | Jessica Pires                               | 20 d'octubre de 2023    |
| 52         | 4                    | «Punto y coma»                       | Menna Fité    | Guillermo J. Escribano                      | 20 d'octubre de 2023    |
| 53         | 5                    | «La familia»                         | Roger Gual    | Lluís Mosquera i Jaime Vaca                 | 20 d'octubre de 2023    |
| 54         | 6                    | «Tocar fondo»                        | Roger Gual    | Jaime Vaca i Alberto Manzano Ruiz           | 20 d'octubre de 2023    |
| 55         | 7                    | «Solo abrázame»                      | Ana Vázquez   | Lluís Mosquera, Carlos Montero i Jaime Vaca | 20 d'octubre de 2023    |
| 56         | 8                    | «Voy a acabar con esto para siempre» | Ana Vázquez   | Jaime Vaca i Guillermo J. Escribano         | 20 d'octubre de 2023    |

### Vuitena temporada
| Núm. total | Núm. de la temporada | Títol             | Direcció        | Guió                              | Data d'estrena original |
| ---------- | -------------------- | ----------------- | --------------- | --------------------------------- | ----------------------- |
| 57         | 1                    | «Alumni»          | Daniel Barone   | Jaime Vaca                        | 26 de juliol de 2024    |
| 58         | 2                    | «Al extremo»      | Daniel Barone   | Alberto Manzano Ruiz i Jaime Vaca | 26 de juliol de 2024    |
| 59         | 3                    | «Combustión»      | Jota Linares    | Iker Azkoitia i Jaime Vaca        | 26 de juliol de 2024    |
| 60         | 4                    | «No soy de nadie» | Jota Linares    | Flora G. Villanueva               | 26 de juliol de 2024    |
| 61         | 5                    | «La última noche» | Ginesta Guindal | Flora G. Villanueva               | 26 de juliol de 2024    |
| 62         | 6                    | «Culpable»        | Ginesta Guindal | Alberto Manzano Ruiz i Jaime Vaca | 26 de juliol de 2024    |
| 63         | 7                    | «Como hermanos»   | Elena Trapé     | Iker Azkoitia i Jaime Vaca        | 26 de juliol de 2024    |
| 64         | 8                    | «Fin de curso»    | Elena Trapé     | Carlos Montero                    | 26 de juliol de 2024    |

## Producció

### Creació i desenvolupament
El 17 de juliol de 2017 s'ha anunciat que Netflix havia demanat la producció d'una nova sèrie espanyola per emetre en la seva plataforma mundial, convertint-se en la segona sèrie original de Netflix a Espanya després de l'estrena de Les noies del cable aquest any. Élite és creada per Carlos Montero i Darío Madrona, ambdós acreditats com a productors executius de la sèrie. The Hollywood Reporter afirma que l'equip de la sèrie "compta amb un dels equips d'escriptura més reeixits del panorama actual de la televisió d'Espanya". Montero i Madrona, que ja havien treballat en altres sèries dramàtiques sobre adolescents i instituts (Al sortir de classe, Física o química i Els protegits), desenvolupen Élite seguint les ordres de Netflix en les que els encarreguen una ficció sobre adolescents que tingués un gir dramàtic de guió en el minut set del capítol pilot. Montero i Madrona, seguint la premissa bàsica, treballen en la idea i, al costat del director Dani de la Orden, presenten el producte a Netflix un mes després. Erik Barmack, vicepresident de sèries originals de Netflix en aquest moment, afirma que la sèrie Élite seria "un thriller adolescent molt diferent que travessarà les fronteres i afectarà el públic a nivell mundial". Tot i que la sèrie té un marcat caràcter internacional, fugint d'elements i tòpics únicament espanyols, la sèrie en la seva segona i tercera temporada aposta per reforçar la "Marca Espanya" incorporant elements més propis de país.
El setembre de 2018 s'anuncia que la primera temporada d'Élite s'estrenaria el 5 d'octubre de 2018. El productor Francisco Ramos explica que l'elecció d'establir el drama misteriós en una escola de secundària és important perquè "l'adolescència i joventut és el moment de la vida quan les coses semblen més importants i transcendents", la qual cosa els permet explorar de manera intensa diferents trames. L'estructura interna de la sèrie utilitza salts temporals a manera de flash-backs i flash-forward per avançar en la trama i el misteri, convertint-se en element distintiu de la sèrie Élite, i utilitzant-se també en la segona i tercera temporada. El 17 de gener de 2019 Netflix anuncia que la sèrie va ser vista per més de 20 milions d'espectadors en el seu primer mes.
El 17 d'octubre de 2018 confirma que la sèrie havia estat renovada per a una segona temporada d'altres 8 episodis, i el 19 de juny de 2019 Netflix confirma que la segona temporada s'estrenaria al setembre del mateix any. En aquest moment, Netflix augmenta la producció a Espanya i construeix a Madrid el seu centre de producció que atén tot Europa. La segona temporada s'estrena el 6 de setembre del 2019; la qual va començar a rodar-se el gener de 2019 i que estava escrita des de fins i tot abans que s'emetés la primera temporada.4 El cost i diners invertits en la producció de la segona temporada augmenten significativament en la temporada 2, per permetre als creadors més llibertat. La segona temporada s'estrena el 6 de setembre del 2019. El 29 d'agost de 2019, abans que s'estrenés la segona temporada, s'anuncia que la sèrie havia estat renovada per a una tercera temporada de 8 capítols. El logo de la tercera temporada s'estilitza com "ÉLITE3" en la seva fase de promoció. El 10 de gener de 2020 anuncia que la tercera temporada s'estrenaria el 13 de març de 2020.

### Temes tractats
Élite explora diversos conceptes associats amb els drames adolescents. La principal característica de la sèrie Élite és que d'una banda es mostren clixés adolescents, però al mateix temps es presenten altres temes molt progressius que normalment no són tractats en les ficcions sobre adolescents.
Així, s'inclouen molts temes sexuals diferents, des dels més tradicionals als més diversos. També es tracten les diferències culturals i el racisme; les diferències entre rics i pobres; el suport de la família i l'amistat; l'assetjament i l'ús de les xarxes socials; les malalties en els joves; les drogues i la corrupció; assassinats; robatoris, etc. La revista Variety explica que les narracions estan profundament influïdes per la classe social i el poder econòmic dels personatges, els quals estan construïts aparentment a força d'estereotips, que es trenquen i no acaben d'ajustar-se a mesura que aprofundeixes en les seves trames.

### Càsting
Els creadors i responsables del càsting aposten per triar majoritàriament actors que siguin poc coneguts pel gran públic i que tinguessin edats similars a la dels personatges, entre 18 i 24 anys. Durant el rodatge de la primera temporada. Omar Ayuso no havia treballat com a actor fins aleshores, i Ester Expósito, Miguel Bernardeau, Arón Piper, Álvaro Rico, Itzan Escamilla i Mina El Hammani, tampoc eren actors molt coneguts fins al moment. D'altra banda, la sèrie també inclou actors més coneguts, que fins i tot ja havien participat en altres produccions creades o emeses per Netflix: Maria Pedraza, Jaime Lorente i Miguel Herrán, coneguts per participar en La Casa de Papel, i Danna Paola.
En la segona temporada s'incorporen actors que tampoc són molt coneguts a Espanya: Georgina Amorós, Claudia Salas, i Jorge López. En la tercera temporada s'incorporen actors que tampoc són coneguts pel gran públic: Leïti Sene i Sergio Momo.
Al final de la tercera temporada, diversos personatges van abandonar la sèrie, com els interpretats per Ester Expósito, Danna Paola, Jorge López, Mina El Hammani o Álvaro Rico. En la quarta temporada es van incorporar a Élite Andrés Velencoso, Manu Ríos, Carla Díaz, Martina Cariddi, Pol Granch i Diego Martín. De cara a la cinquena temporada, els noms nous són els de l'argentina Valentina Zenere i el carioca André Lamoglia.

### Escenaris i filmació
La sèrie Élite es filma per complet a la Comunitat de Madrid (Espanya), on es combinen diferents zones (La Gran Via de Madrid, el Teatre Barceló de Madrid, la Universitat Europea de Madrid, l'Embassament de Valmayor, El Escorial, urbanitzacions de Pozuelo d'Alarcón, Boadilla de la Muntanya, Villaviciosa d'Odón, la Moraleja, etc) propiciant un espai fictici que no és concret en la realitat. A més d'aquests exteriors i escenaris reals, algunes escenes de la sèrie també són rodades en diferents estudis i platós ubicats a Madrid. Les tres temporades de la sèrie s'han filmat amb una resolució de qualitat 4K.

### Música
Lucas Vidal és l'encarregat de compondre la banda sonora i música original de la sèrie Élite en les seves tres temporades. A més, en Élite també apareixen nombroses cançons d'artistes nacionals i internacionals, que s'utilitzen al llarg de la sèrie per intensificar l'estil i la narració de la trama. Entre aquestes cançons destaquen alguns temes que són interpretats pels mateixos actors de la sèrie: Danna Paola i Leïti Sene.